# جامع بابل
جامع بابل (بالفارسية: مسجد جامع بابل) مرتبط بالقاجاريون ويقع في بابل بالقرب من التقاطع الثقافي.